# 第二次徐州戰鬥 (北洋政府時期)
徐州戰鬥發生於1927年12月16日，交戰地點則是在中國蘇西北，是中華民國北洋時期的戰鬥之一。徐州戰鬥的交戰雙方，一方為國民革命軍一軍，九軍，新十軍，四十軍，另一方北洋張宗昌所轄軍隊。

## 參看
- 徐州战斗 (北洋政府时期)
- 中華民國北洋政府時期內戰戰鬥列表